# Scaphé

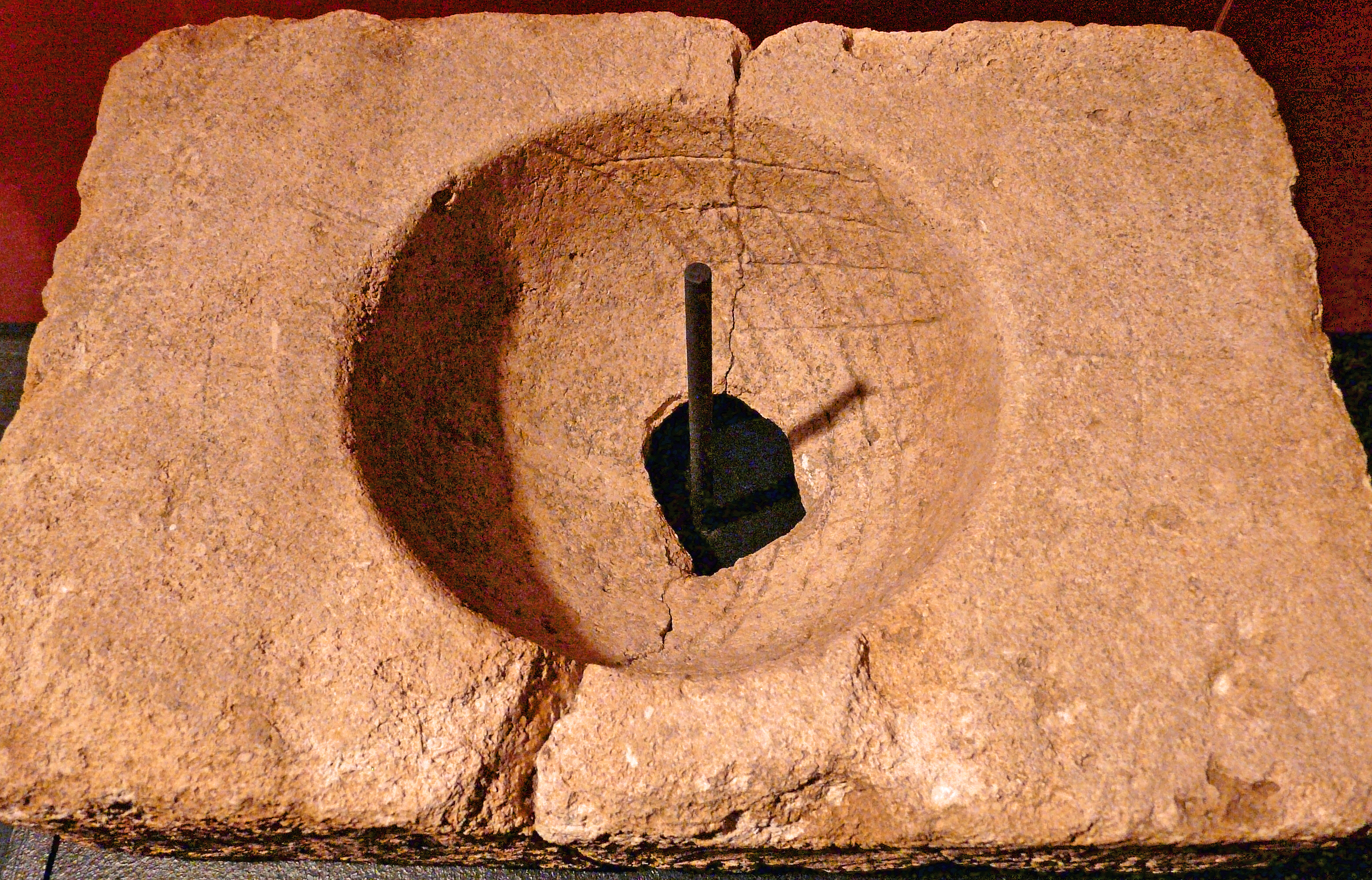
Scaphé de type grec conservé au, Neuss.

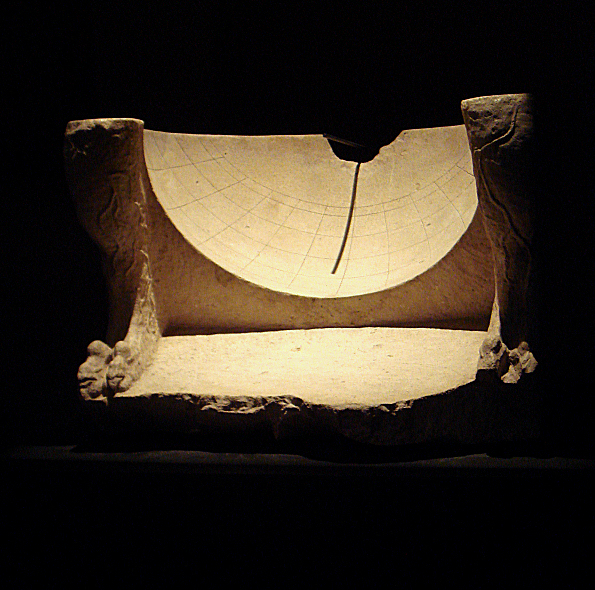
Scaphé de type romain provenant d'Aï Khanoum, musée Guimet.

Le scaphé est un ancien type de cadran solaire, constitué d'un hémisphère concave, éventuellement tronqué.

## Étymologie
Le terme « scaphé » provient du grec ancien σκάφη (skáphi), désignant un bol ou bassin, et donc un cadran solaire concave ; ce nom pourrait provenir du verbe σκάπτω (skáptô), « creuser ». On rencontre également les variantes « scaphée », « skaphé », « scaphion » et « scaphium ».
L’instrument est parfois aussi appelé polos, du grec πόλος (pólos), « sphère céleste » ; le polos désigne parfois un instrument plus ancien, dont dérive le scaphé.
En latin, ce type de cadran solaire est appelé hemispherium s'il est constitué d'une demi-sphère, ou hemicyclium s'il est tronqué.

## Principe
Un scaphé est constitué d'une demi-sphère horizontale creusée dans une pierre, au centre de laquelle est placé un gnomon, dont l'extrémité est au niveau du bord de la demi-sphère. Au cours d'une journée, l'ombre du gnomon décrit un arc de cercle sur l'hémisphère creux : il débute dans la direction de l'ouest sur le bord du cadran, passe au midi solaire sur le grand cercle vertical orienté au nord et termine sa course le soir vers l'est sur l'autre bord.
Le tracé de l'ombre est gravé sur le scaphé pour le solstice de décembre (ligne supérieure), le solstice de juin (ligne inférieure) et les équinoxes de mars et septembre (ligne médiane). Ces tracés sont divisés en 12 parties égales ; les points correspondants des trois tracés sont reliés par des lignes, partageant ainsi la durée du jour, entre le lever et le coucher du soleil, en 12. En dehors des équinoxes, ces « heures » ne sont pas d'une durée égale ; elles sont appelées « heures temporaires » ou « heures bibliques ». Ce système permet de tracer les lignes avec seulement trois mesures dans l'année, au lieu de devoir réaliser de nombreuses mesures tout au long de l'année avec un cadran solaire plan. À la différence de cadrans solaires plus récents, aucun chiffre n'est généralement gravé pour afficher les heures.
L'ombre du gnomon ne parcourant jamais une grande partie de la demi-sphère, il est possible de la tronquer sans en modifier le fonctionnement. Dans ce type de scaphé, de type romain, la partie antérieure de la demi-sphère est supprimée et le gnomon est placé horizontalement au-dessus de la ligne de midi.

## Historique
Les cadrans solaires auraient été introduits en Grèce par Anaximandre vers 560 av. J.-C. ; selon Hérodote, ils dérivent de leurs équivalents babyloniens. Le polos, ancêtre rudimentaire du scaphé, daterait du IVe siècle av. J.-C. Le scaphé aurait été inventé par Aristarque de Samos au IIIe siècle av. J.-C.; il est largement diffusé dans les cités grecques,. Ératosthène s'en sert vers 220 av. J.-C. pour mesurer la longueur d'un arc de méridien terrestre. Vers 410 av. J.-C., Démocrite écrit un traité, perdu depuis, sur l'instrument ; Aristophane le mentionne également.
Les Romains adoptent les cadrans solaires grecs ; selon Pline l'Ancien, le premier cadran solaire est introduit à Rome en 293 av. J.-C.. Le scaphé tronqué, dont on a supprimé la partie jamais parcourue par le Soleil, est inventé dans le monde romain. Vers 25 av. J.-C., l'écrivain romain Vitruve recense tous les types de cadrans solaires connus dans son ouvrage De architectura, ainsi que leurs inventeurs. Il attribue le scaphé complet à Aristarque de Samos et le scaphé tronqué au prêtre chaldéen Bérose.